# Трансканадска магистрала
Трансканадска магистрала је систем магистралних путева који повезује 10 покрајина Канаде. Он је уз Транссибирски ауто-пут и аустралијски Ауто-пут 1, један од најдужих у свету, са главним правцем који се протеже на 8.030 km. Овај систем ауто-путева је одобрен Законом од трансканадском ауто-путу из 1948. Изградња је почела 1950, званично је отворен 1962. а завршен је 1971. Трансканадски ауто-пут је познат по својим упадљивим бело-зеленим маркерима на којима је насликан јаворов лист.